# Вступ Іспанії до Європейських Співтовариств
Вступ Іспанії до Європейських Співтовариств — це політичний процес, який дозволив Королівству Іспанія приєднатися до ЄЕС (який у 1993 році став Європейським Союзом) 1 січня 1986 року. Таким чином Європейське економічне співтовариство було розширено до 12 держав (Іспанія увійшла одночасно з Португалією).

## Історія

### Перша заявка (1962)
До 1975 року франкістський режим стояв на чолі Іспанії і тримав її біля дверей Європейських співтовариств, заснованих на демократичних принципах і повазі до прав людини. Співпраця обмежується лише економічними питаннями. Іспанія подала свою кандидатуру 9 лютого 1962 року, але вона була відхилена 6 березня того ж року.

### Друга заявка та членство (1977–1986)

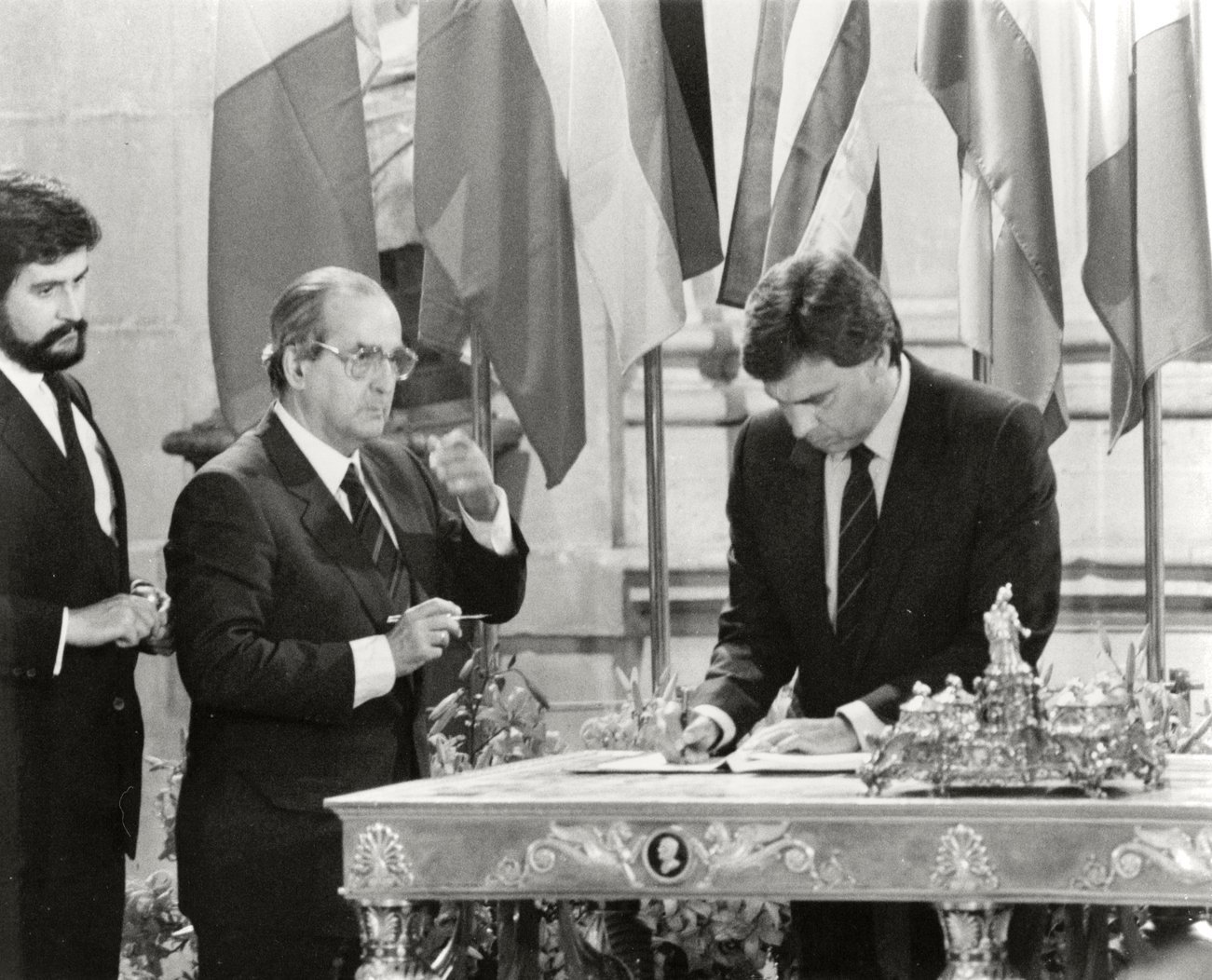
Феліпе Гонсалес підписує договір про приєднання 12 червня 1985 року в королівському палаці Мадрида під наглядом Мануеля Маріна та Фернандо Морана.

Смерть Франко, а потім лібералізація країни дозволили Іспанії подати нову заявку 28 липня 1977 року. Слідом за ним Комісія ухвалила рішення про початок переговорів про вступ 29 листопада 1978 року, які почалися 5 лютого 1979 року. Це було політичне рішення про зміцнення початкових демократій Греції, Португалії та Іспанії, але воно спричинило за собою значні економічні труднощі з огляду на більш повільний розвиток цих південноєвропейських держав і що означало, що ВЕС налічував 329 мільйонів жителів, що спричинило за собою далекосяжні інституційні та економічні зміни. У той же час з початку цієї нової заявки, в період з 1977 по 1980 рік, Іспанія повинна була відповідати кільком вимогам для цього приєднання щодо загальноєвропейських цінностей і поваги до гідності особи.
Влітку 1981 року темпи переговорів знову сповільнилися головним чином через французький запит на тверде і точне зобов'язання щодо введення податку на додану вартість, який буде прийнятий в іспанській податковій системі (найпізніше на момент приєднання, якщо не раніше). Восени Європарламент підтверджує себе щодо політичного виміру процесу розширення і рекомендує Європейській Раді та Раді міністрів прийняти дату першого січня 1984 року як останню для вступу Іспанії та Португалії до Співтовариства.
Країна підписала Мадридський/Лісабонський договір 12 червня 1985 року. Іспанія стала членом Співтовариств 1 січня 1986 року разом з Португалією. Це супроводжувалося швидким зростанням рівня життя іспанців завдяки комерційним обмінам з іншими членами, а також за допомогою фондів згуртованості, від яких вона значною мірою виграла. Після розширення в травні 2004 року вона скоротила рівень європейської допомоги для своїх знедолених регіонів.

### Політична участь
Феліпе Гонсалес, президент уряду Іспанії з 1982 по 1996 рік, наполегливо працював, щоб приєднати свою країну в Європейському співтоваристві, він ініціював створення фондів згуртованости та відіграв важливу роль у співпраці з країнами Латинської Америки. Під час переговорів щодо Ніццького договору Хосе Марія Аснар вдається добитися для Іспанії збільшення ваги в Європейській раді.
Іспанія дала Європарламенту трьох президентів: Енріке Барон Креспо (з 1989 по 1992), Хосе Марія Хіль-Роблес Хіль-Дельгадо (з 1997 по 1999) і Жозеп Боррель (з 2004 по 2006). Країна має 54 євродепутатів та 27 голосів у Раді ЄС.